# Jiří Procházka (kampsportare)
För andra betydelser, se Jiří Procházka.
Jiří Procházka, född 14 oktober 1992 i Znojmo, är en tjeckisk MMA-utövare som sedan 2020 tävlar i organisationen Ultimate Fighting Championship. 2022 blev han den första tjeckien i UFC som vann en kamp mot Glover Teixera och vann det lätta tungviktsbältet.

### Sociala medier
- Jiří Procházka – Instagram